# Награда Миодраг Петровић Чкаља
Награда Миодраг Петровић Чкаља је награда која се додељује за најсмешнију позоришну представу по оцени публике на фестивалу Дани комедије у Јагодини. Установљена је 2010. године, у част комичара Миодрага Петровића Чкаље. Претходно је најсмешнији комад по оцени публике награђиван Статуетом Јованча Мицић, названом по лику из представе Пут око света, кога је најуспешније играо управо Чкаља. Чкаља је био и први добитник Златног ћурана, признања које овај фестивал додељује за животно дело.
Егон Савин, Душан Ковачевић и Оливера Ђорђевић режирали су по две награђене представе. У продукцији Звездара театра реализоване су три награђене представе. Пет пута се десило да одређени комад исте године освоји и Награду Мија Алексић, која се додељује за најбољу представу по оцени стручног жирија фестивала.

## Награђене представе
| Година     | Представа                      | Редитељ               | Позориште                       | Изв.   |
| ---------- | ------------------------------ | --------------------- | ------------------------------- | ------ |
| 2010.      | Певај, брате                   | Славенко Салетовић    | Фави театар                     | [ 1 ]  |
| 2011.      | ПР или потпуно расуло          | Егон Савин            | Театар Вук                      | [ 2 ]  |
| 2012.      | Кумови                         | Душан Ковачевић       | Звездара театар                 | [ 3 ]  |
| 2013.      | Зона Замфирова                 | Кокан Младеновић      | Позориште на Теразијама         | [ 4 ]  |
| 2014.      | Госпођа министарка             | —                     | Позориште Бошко Буха            | [ 5 ]  |
| 2015.      | Потпуно скраћена историја Срба | Оливера Ђорђевић      | Позориште младих                | [ 6 ]  |
| 2016.      | Клаустрофобична комедија       | Дарко Бајић           | Звездара театар (2)             | [ 7 ]  |
| 2017.      | Хипноза једне љубави           | Душан Ковачевић (2)   | Звездара театар (3)             | [ 8 ]  |
| 2018.      | Флорентински шешир             | Даријан Михајловић    | Позориште Бошко Буха (2)        | [ 9 ]  |
| 2019.      | Тенор на зајам                 | Оливера Ђорђевић (2)  | Народно позориште у Сомбору     | [ 10 ] |
| 2020—2022. | није додељена                  | није додељена         | није додељена                   |        |
| 2023.      | Неки то воле вруће             | Александар Маринковић | Народно позориште у Нишу        | [ 11 ] |
| 2024.      | Развојни пут Боре Шнајдера     | Егон Савин (2)        | Југословенско драмско позориште | [ 12 ] |

Легенда:
|  | Представа је исте године освојила и Награду Мија Алексић. |

### Најуспешнији редитељи
| Број награда | Редитељ          | Године      |
| ------------ | ---------------- | ----------- |
| 2            | Егон Савин       | 2011, 2024. |
| 2            | Душан Ковачевић  | 2012, 2017. |
| 2            | Оливера Ђорђевић | 2015, 2019. |

### Најуспешнија позоришта
| Број награда | Позориште            | Године            |
| ------------ | -------------------- | ----------------- |
| 3            | Звездара театар      | 2012, 2016, 2017. |
| 2            | Позориште Бошко Буха | 2014, 2018.       |